# Marco Martani
Marco Martani, né le 15 juin 1968 à Spolète dans la région de l'Ombrie en Italie, est un réalisateur, scénariste et romancier italien. Il est notamment connu pour ses nombreuses collaborations avec les réalisateurs et scénaristes Fausto Brizzi et Massimiliano Bruno.

## Biographie
Marco Martani débute comme critique de cinéma puis vient à l'écriture de scénario pour le cinéma et la télévision. Il travaille régulièrement avec Fausto Brizzi. Ils écrivent notamment au cours des années 2000 une série de films du genre du ciné-panettone, des comédies de Noël qui sont principalement réalisés par Neri Parenti et produit par Aurelio De Laurentiis.
Il poursuit sa collaboration avec Brizzi lorsque celui-ci se lance dans la réalisation. Avec Massimiliano Bruno et Brizzi, il participe ainsi à l'écriture des comédies Ex, Oggi sposi, Garçons contre filles, sa suite Femmine contro maschi et Com'è bello far l'amore.
En 2007, il passe à son tour à la réalisation avec le film noir Béton armé, réalisé d'après un scénario écrit conjointement par Martani, Brizzi et le romancier Luca Poldelmengo. Sandrone Dazieri novélise ce texte et publie en Italie la même année le roman éponyme.
En 2013, après avoir vu le numéro de l'émission Il Testimone (it) consacrée à la mafia, il prend contact avec l'animateur Pierfrancesco Diliberto en vue d'une collaboration qui donne naissance l'année suivante au film La mafia tue seulement en été (La mafia uccide solo d'estate).
En 2015, il écrit avec le réalisateur Edoardo Falcone le scénario de la comédie Tout mais pas ça ! (Se Dio vuole), dont c'est le premier film, et qui obtient un grand succès critique et commercial en Italie. Il poursuit ensuite sa collaboration avec Brizzi sur plusieurs comédies, comme Forever Young et Poveri ma ricchi en 2016 et sa suite Poveri ma ricchissimi en 2017, retrouve Diliberto lors de l'écriture du scénario de son second film, la comédie romantique Bienvenue en Sicile (In guerra per amore) en 2016, travaille une nouvelle fois avec Falcone sur le scénario de son second film, la comédie Questione di karma en 2017 et collabore avec Christian De Sica (Amici come prima en 2018) et Antonello Grimaldi (Restiamo amici en 2019).
En 2019, il publie son premier roman, le thriller Come un padre, qui remporte le prix Mariano Romiti (it) la même année.

## Filmographie

### Comme réalisateur
- 2007 : Béton armé (Cemento armato)

### Comme scénariste

#### Au cinéma
- 1999 : Tifosi (it) de Neri Parenti
- 2000 : Body Guards - Guardie del corpo (it) de Neri Parenti
- 2001 : Merry Christmas (it) de Neri Parenti
- 2002 : Natale sul Nilo (it) de Neri Parenti
- 2003 : Natale in India (it) de Neri Parenti
- 2004 : Christmas in Love de Neri Parenti
- 2005 : Natale a Miami de Neri Parenti
- 2005 : The Clan de Christian De Sica
- 2006 : Natale a New York de Neri Parenti
- 2006 : Notte prima degli esami de Fausto Brizzi
- 2007 : Notte prima degli esami - Oggi de Fausto Brizzi
- 2007 : Béton armé (Cemento armato) de Marco Martani
- 2008 : Natale a Rio (it) de Neri Parenti
- 2009 : Ex de Fausto Brizzi
- 2009 : Oggi sposi de Luca Lucini
- 2010 : Garçons contre filles (Maschi contro femmine) de Fausto Brizzi
- 2011 : Femmine contro maschi de Fausto Brizzi
- 2011 : Amici miei - Come tutto ebbe inizio de Neri Parenti
- 2012 : Com'è bello far l'amore de Fausto Brizzi
- 2013 : Pazze di me de Fausto Brizzi
- 2013 : La mafia tue seulement en été (La mafia uccide solo d'estate) de Pierfrancesco Diliberto
- 2013 : Indovina chi viene a Natale? de Fausto Brizzi
- 2015 : Tout mais pas ça ! (Se Dio vuole) d'Edoardo Falcone
- 2016 : Forever Young de Fausto Brizzi
- 2016 : Bienvenue en Sicile (In guerra per amore) de Pierfrancesco Diliberto
- 2016 : Poveri ma ricchi de Fausto Brizzi
- 2017 : Questione di karma d'Edoardo Falcone
- 2017 : Poveri ma ricchissimi de Fausto Brizzi
- 2018 : Amici come prima de Christian De Sica
- 2019 : Restiamo amici d'Antonello Grimaldi
- 2020 : La mia banda suona il pop de Fausto Brizzi
- 2022 : Il Principe di Roma d'Edoardo Maria Falcone

#### À la télévision

##### Mini-séries et téléfilms
- 1998 : Tutti gli uomini sono uguali d'Alessandro Capone
- 1999 : Lezioni di guai de Stefano Bambini et Sandro De Santis
- 2000 : Sei forte, Maestro d'Ugo Fabrizio Giordani et Alberto Manni
- 2000 : Valeria medico legale, saison 1, épisode Omicidio in diretta
- 2001 : Non ho l'età de Giulio Base
- 2001 : Onora il padre de Gianpaolo Tescari
- 2002 : Non ho l'età 2 de Giulio Base
- 2004 : Benedetti dal Signore de Francesco Massaro
- 2004 : O la va, o la spacca de Francesco Massaro
- 2005 : Il mio amico Babbo Natale de Franco Amurri
- 2007 : Due imbroglioni e... mezzo! de Franco Amurri
- 2011 : Un Natale x 2 de Giambattista Avellino
- 2012 : Un Natale coi fiocchi de Giambattista Avellino

### Comme acteur
- 2011 : Dark Resurrection - Volume 0 d'Angelo Licata

## Œuvre littéraire

### Roman
- Come un padre (2019)

## Prix et distinctions

### Prix
- Ruban d'argent 2014 du meilleur sujet pour La mafia tue seulement en été (La mafia uccide solo d'estate).
- Globe d'or 2014 du meilleur scénario pour La mafia tue seulement en été (La mafia uccide solo d'estate).
- Prix Mariano Romiti (it) de la meilleure première  œuvre en 2019 pour le roman Come un padre.

### Nominations
- Nomination au David di Donatello du meilleur scénario en 2006 pour Notte prima degli esami.
- Nomination au David di Donatello du meilleur réalisateur débutant en 2008 pour Béton armé (Cemento armato).
- Nomination au David di Donatello du meilleur scénario en 2009 pour Ex.
- Nomination au David di Donatello du meilleur scénario en 2014 pour La mafia tue seulement en été (La mafia uccide solo d'estate).
- Nomination au David di Donatello du meilleur scénario original en 2017 pour Bienvenue en Sicile (In guerra per amore).